# Ausejo de la Sierra
Ausejo de la Sierra ist ein Ort und eine zur bevölkerungsarmen Serranía Celtibérica gehörende Gemeinde (municipio) mit nur noch 115 Einwohnern (Stand: 2024) in der Provinz Soria im Osten der autonomen Gemeinschaft Kastilien-León in Spanien. Neben dem Hauptort Ausejo de la Sierra gehören die Ortschaften Cuellar de la Sierra und Fuentelfresno zur Gemeinde. 

## Lage
Ausejo de la Sierra liegt ca. 15 Kilometer (Fahrtstrecke) nordnordöstlich der Provinzhauptstadt Soria in einer Höhe von ca. 1095 m. Das Klima ist gemäßigt bis warm; Regen (ca. 682 mm/Jahr) fällt hauptsächlich im Winterhalbjahr.

## Bevölkerungsentwicklung
| Jahr      | 1970 | 1981 | 1991 | 2001 | 2011 | 2021 |
| Einwohner | 103  | 63   | 64   | 64   | 68   | 91   |

Infolge der Mechanisierung der Landwirtschaft, der Aufgabe bäuerlicher Kleinbetriebe und des daraus resultierenden geringeren Arbeitskräftebedarfs ist die Einwohnerzahl seit der Mitte des 20. Jahrhunderts zurückgegangen.

## Sehenswürdigkeiten
- Michaeliskirche in Ausejo de la Sierra
- Dominikuskirche in Fuentelfresno